# 加里·桑普森
加里·桑普森（英語：Gary Sampson，1959年8月24日—），美国男子冰球运动员，场上位置是前锋。他曾代表美国国家队参加1984年冬季奥林匹克运动会冰球比赛，获得第7名。